# La Roche-Derrien
La Roche-Derrien (bretonisch Ar Roc’h-Derrien) ist eine Ortschaft und eine ehemalige französische Gemeinde mit 1.064 Einwohnern (Stand 1. Januar 2022) im Département Côtes-d’Armor in der Region Bretagne. Sie gehörte zum Arrondissement Lannion und zum Kanton Tréguier.
Mit Wirkung vom 1. Januar 2019 wurden die ehemaligen Gemeinden La Roche-Derrien, Hengoat, Pommerit-Jaudy und Pouldouran zur Commune nouvelle La Roche-Jaudy zusammengelegt und haben in der neuen Gemeinde den Status einer Commune déléguée. Der Verwaltungssitz befindet sich im Ort La Roche-Derrien.

## Lage
Der Ort liegt am Fluss Jaudy, der in den Ärmelkanal mündet.

## Geschichte
1347 wurde hier die Schlacht von La Roche-Derrien ausgetragen, bei der das englische Heer siegreich blieb und Herzog Charles de Blois in Gefangenschaft geriet.

## Bevölkerungsentwicklung
- 1962: 967
- 1968: 946
- 1975: 971
- 1982: 963
- 1990: 883
- 1999: 1012
- 2014: 1032

## Baudenkmäler
Siehe: Liste der Monuments historiques in La Roche-Derrien

## Trivia
2016 verursachte die Ortsverwaltung landesweite Schlagzeilen, indem sie die leerstehende Arztpraxis zum Schein mit einem Druiden besetzte.